# Edgar Lee Masters
Edgar Lee Masters (n. 23 august 1868, Garnett⁠(d), Kansas, SUA – d. 5 martie 1950, Melrose Park⁠(d), Cheltenham Township⁠(d), Pennsylvania, SUA) a fost un poet american.
După versuri elegiac-sentimentale, tributare unor modele lirice, a revoluționat clișeele poetice ale epocii, introducându-l, prin intermediul clasic al epitafelor, un suflu viu, fundamental antiromantic și antiliric, tensionat de pasiuni, aspirații, virtuți și derute umane, de o tulburătoare autenticitate, imagine și act de acuzare al vieții americane din perioada neopuritană.

## Scrieri
- 1898: A Book of Verses ("O carte de versuri");
- 1915: Spoon River Anthology ("Antologia orășelului Spoon River");
- 1924: The New Spoon River ("Noul Spoon River");
- 1931: Lincoln, biografie;
- 1935: Vachel Lindsay;
- 1936: Across Spoon River, An Autobiography ("Traversând Spoon River, o autobiografie");
- 1937: Whitman
- 1938: Mark Twain, biografie.

1. 1 2  Edgar Lee Masters, Babelio
2. 1 2 3  Autoritatea BnF, accesat în 10 octombrie 2015
3. 1 2  Edgar Lee Masters, Discogs, accesat în 9 octombrie 2017
4. 1 2  Edgar Lee Masters, Brockhaus Enzyklopädie, accesat în 9 octombrie 2017
5. 1 2  Edgar Lee Masters, Internet Broadway Database, accesat în 9 octombrie 2017
6. 1 2   https://findingaids.library.northwestern.edu/agents/people/2166, accesat în 21 iulie 2021 Lipsește sau este vid: |title= (ajutor)
7. ↑  Find a Grave
8. 1 2  Geni.com
9. ↑  CONOR.SI[*] Verificați valoarea |titlelink= (ajutor)
10. ↑   https://psa.fcny.org/psa/awards/frost_and_shelley/shelley_winners/ Lipsește sau este vid: |title= (ajutor)
11. ↑  Enciclopedia Universală Britanica. Litera. 2010. p. 93.